# Takashi Sekizuka
Takashi Sekizuka (jap. 関塚 隆, Sekizuka Takashi; * 26. Oktober 1960 in Funabashi) ist ein ehemaliger japanischer Fußballspieler und -trainer.

## Karriere
Sekizuka spielte in der Jugend für die Waseda-Universität. Er begann seine Karriere bei Honda FC, wo er von 1984 bis 1991 spielte. 1991 beendete er seine Spielerkarriere.
Von 2004 bis 2009 war er der Trainer des Kawasaki Frontale. Im September 2010 übernahm er zusätzlich das Amt des Trainers der japanische U-23-Nationalmannschaft. Nach der Olympischen Sommerspiele 2012 übernahm er Júbilo Iwata. Von 2014 bis 2016 war er der Trainer des J2-League-Vereins JEF United Chiba.